# Andreas Clemmensen
Andreas Lauritz Clemmensen (født 7. august 1852 i Læk, Slesvig, død 5. december 1928 i København) var en dansk arkitekt og kongelig bygningsinspektør. Han var en stilskabende arkitekt omkring år 1900, hvor han både skabte palæstilen og satte sit personlige præg på nationalromantikken og nybarokken. Han var far til roeren Eigil Clemmensen og arkitekten Mogens Clemmensen.

## Uddannelse
Andreas Clemmensen var søn af sognepræst, senere kateket Carl Frederik Clemmensen og Charlotte Laurence Hass. Han blev dimitteret fra C.V. Nielsens Tegneskole og optaget på Kunstakademiet i 1867, hvorfra han tog afgang som arkitekt i 1875. Han vandt den lille guldmedalje i 1876 (for opgaven et Badehotel). Han var i studietiden tegner og konduktør hos Johan Daniel Herholdt og Hans J. Holm.
Han rejste i Italien, Frankrig, England og Holland i årene 1880-83 og igen i England, hvor han mødte C.F.A. Voysey, og Italien 1901, 1906, 1921 og 1923. Han var i Sverige 1921. Han modtog Neuhausens Præmie 1887 (for En Hovedbygning til en mindre, dansk Herregård) og Årsmedaljen 1899.

## Karriere
Clemmensen var formand for Akademisk Arkitektforening 1904-07, kongelig bygningsinspektør 1904-1911, men fratrådte stillingen efter et sammenstød med en departementschef, var medlem af Kunstakademiet fra 1905, medlem af Skolerådet 1906-14, af Akademiraadet 1906-23, af Det særlige Kirkesyn fra 1907, af Udvalget for Christiansborg Slots Genopførelse, af Thorvaldsens Museums bestyrelse 1908-24 og var Roskilde Domkirkes arkitekt fra 1914. Han var medlem af Comité permanent des congres internationaux des architectes og blev udnævnt til æresmedlem af Akademisk Arkitektforening i 1922. 1916 blev han Ridder af Dannebrog.

## Stil
Andreas Clemmensen betragtede sig selv som elev af Herholdt og Hans J. Holm og begyndte i nær tilknytning til, hvad han havde lært hos disse. Men i 1890'ernes begyndelse, med Immanuelskirken og arbejderne i palæstil, brød han igennem til selvstændighed – muligvis tilskyndet af Martin Nyrops udstillingsbygning (1888) og rådhus – dog uden derfor at slippe traditionens grund. Sin begejstring for Italien – om end nu mere som incitament – bevarede han stedse, medens det danske først efter gennembruddet fik en større plads i hans produktion; hans gennembrud betød for så vidt kun en videre fortsættelse af hans læreres dansk-italienske indstilling. Clemmensens produktion falder for øvrigt med hensyn til udviklingslinier i to forholdsvis selvstændige dele. I sin kirkelige bygningskunst fastholdt han fra begyndelsen en overvejende dansk og nordisk linje (i Østermarie Kirke endnu noget umodent). Lynæs Kirke, som er inspireret af middelalderens arkitektur er opført i kløvet kampesten og forsynet med romanske vinduer. Udviklingen af hans verdslige bygningskunst var derimod mere sammensat: først en retning, hvor det italienske dominerede (Oehlenschlägersgades Skole; Kreditkassen; fortsat længe for de nordsjællandske villaers vedkommende, fx kontorchef Lehmanns i Hornbæk 1912), derefter omkring 1891-1901 under indtryk af Nicolai Eigtveds rokoko i Amalienborgkvarteret, den såkaldte palæstil, der blev en fornyelse af hele tidens pudsarkitektur (Farmaceutisk Læreanstalt, Otto Benzons villa) og til slut – efter studierejsen til England og Italien 1901 – en hjemlig simpel indstilling, undtagen hvor det drejede sig om monumentale opgaver (engelsk indflydelse tydelig bl.a. i husene på Forchhammersvej). Også den barokke strømning, omkring 1904-15, afsatte sine spor i hans produktion (Maribo Posthus), og det samme gjaldt til slut i meget begrænset omfang nyklassicismen (udvidelsen af Sct. Hans Hospital). Men i øvrigt forbeholdt Clemmensen sig altid kunstnerisk frihed. Også på enkelte mere specielle områder frembragte Clemmensen noget nyt. Allerede før studierejsen 1880-83 havde han sammen med Thorvald Bindesbøll arbejdet med keramik, og efterhjemkomsten begyndte han på ny. Han opgav dog temmelig snart det keramiske arbejde, men havde forinden fået vennerne Th. Bindesbøll, brødrene Skovgaard o.fl. ud til Utterslev og derved givet stødet til den såkaldte Utterslevkeramik; ligeledes havde hans fagfæller optaget hans ids om anvendelse af keramisk dekoration i bygningskunst(f.eks. Hack Kampmann i Landsarkivet for Nørrejylland). Yderligere kan nævnes, at Clemmensens kommuneskole i Oehlenschlägersgade viser et tidligt tilløb til centralhal, og at han i Immanuelskirken vistnok som den første genskaber det middelalderlige munkestensmurværk med blanding af forskellige sorteringer. Clemmensens bedste arbejder repræsenterer en fornem og festlig bygningskunst, ofte med et stærkt personligt præg; for helheden havde han i reglen mere sans end mange af sine samtidige, og på placering lagde han stor vægt. Han var en ypperlig tegner, ikke mindst i sine skitser.
Han udstillede tegninger på Charlottenborg Forårsudstilling i 1876, 1887, 1892, 1900, 1909, 1910 og 1929 (mindeudstilling), var med på Rådhusudstillingen i 1901 og Landsudstillingen i Århus 1909.
Clemmensen blev gift 12. september 1884 i Slagelse med Dagmar Sofie Becker (19. marts 1859 i Slagelse – 6. maj 1917 i København), datter af tapetserer Christoffer Gottfried Theodor Becker og Christiane Birgitte Petersen. Han er begravet på Assistens Kirkegård i København, hvor han selv har tegnet gravmælet (ca. 1917).
Han er gengivet inde i Roskilde Domkirke i et portrætmaleri af L.A. Ring (udstillingsfonden, Charlottenborg) og i fotografier.

## Værker
I København, hvor intet andet er anført
- Schledermanns villa, Allehelgensgade 19, Roskilde (1883-85, facadens keramiske ornamentik sammen med Thorvald Bindesbøll, fredet)
- Oehlenschlægergades Skole, Vesterbro (1884-85)
- Randersgades Skole, Østerbro (1885-86)
- Østermarie Kirke, Bornholm (1887-91)
- Kreditkassen, Ny Vestergade 12 (1888-90, nedrevet)
- Villaer, Kystvej 14 (1890), 16 (1907) og 18 (1900), Helsingør
- Farmaceutisk Læreanstalt, Stockholmsgade 27 (1890-92, tilbygninger ved Eva og Nils Koppel)
- Villa Brinken, Taarbæk Strandvej 730 (1891, nedrevet 1980 som led i Springforbiplanen)
- Immanuelskirken, Forhåbningsholms Allé, Frederiksberg (1892-93, orgel 1896, tårn og tilstødende bygningsanlæg sammen med Rasmus V. Rue 1904-05, beboelseshuset nr. 4, præmieret)
- Beboelsesejendomme, Stockholmsgade 35-39, 45-57, Hjalmar Brantings Plads 4, Skjoldsgade 9, Østerbro (1894-97)
- Villa, Viggo Rothes Vej 5 (1895)
- Otto Benzons villa, Kristianiagade 1 (1896-97, Årsmedaljen)
- Villa, Kristianiagade 9 (1898)
- Direktørboligen Villa Solbakken, Gamle Carlsberg Vej 21, Valby (1901-02)
- Beboelsesejendomme, Forchhammersvej 12-16 og Sankt Markus Allé 13, Frederiksberg (1901-03, præmieret)
- Statens Serum Institut, Amager Boulevard, flere bygninger (fra 1901, fra 1910, 1924-27, administrationbygningen præmieret)
- Lynæs Kirke Bevilget på finansloven 1898, indviet 1901
- Villa Thalassa ved Pålsjö, Helsingborg, Sverige (1901-03)
- Hovedbygning til godset Talnoe, Ukraine (1902-07)
- Blågårdsstræde 17, Roskilde (1902-04)
- Udvidelse af Det danske Selskabs Skole, Forchhammersvej, Frederiksberg (1902)
- Østre Kapel og hovedindgang med funktionærboliger, Bispebjerg Kirkegård (1902-03, 1. præmie i konkurrence 1902, kapellet ombygget af Tyge Hvass 1930 og nedrevet 2001, ikke genopført)[1]
- Nordre kapel, sammesteds (fra 1910)
- Søndre kapel, sammesteds (fra 1912)
- Mariakirken, Istedgade 20, Vesterbro (1904-09)
- Beboelsesejendom, Istedgade 18 og Maria Kirkeplads 2-6, Vesterbro (1899-1904)
- Egen villa, Tingskiftevej 4, Ryvangen (1903-05)
- Færchs villa, Holstebro (1904)
- Villa, Ulvemosevej 4, Hørsholm (1904, udvidet af samme 1916)[2]
- Hegels Minde, Fredensborg (1905-06, med tilbygning 1923)
- Hannenov Skovridergård, Falster (1906)
- Posthuse i: Tølløse (1907) og Maribo (1907-08)
- Villa, Gl. Strandvej 17, Humlebæk (Nedbrændt i 1974)
- Kontorchef Lehmanns villa i Hornbæk (1912)
- L.A. Rings Villa, Uglebjergvænget 25, Roskilde (1912-13)
- Julemærkets Børnehjem ved Svendborg (1913-14)
- Kapel på Hellerup Kirkegård, Hellerup (1913-14)
- Vodskov Åndsvageanstalt (1914-17)
- Lilienbergs villa i Mölle ved Kullen, Sverige (1915)
- Palads Teatret (1917-18, sammen med Johan Nielsen, ombygget 1978, facaden bemalet 1989 af Poul Gernes)
- Glücksborgernes Kapel, Roskilde Domkirke, Roskilde (1917-24)
- Om- og tilbygning ved Købmagergades Post- og Telegrafstation (1916-25)
- Blågårds Kirke (udkast 1916, opført 1925-26, sammen med Johan Nielsen)
- Udvidelse af Sct. Hans Hospital, Roskilde (1918-21)
- Regulering af Domkirkepladsen ved Roskilde Domkirke (ca. 1925-26)

### Restaureringer
- Spiret på Vor Frelsers Kirke, København (1896)
- Vor Frue Kirke (Kalundborg) og Den gamle Latinskole (1916-20, sammen med Mogens Clemmensen)

### Projekter
- Domkirkefacade i Milano (1886)
- Nikolai Plads, København (1896, 1907)
- Udvidelse af Glyptoteket (1900)
- Christiansborg Slot (1904, 1. præmie)
- Grønningens bebyggelse (1906, 2. præmie)
- Frihedsstøttens opstilling (1910, 4. præmie)

### Andre arbejder
- J.P.E. Hartmanns gravmæle ved Garnisons Kirke (1901)
- Gefionspringvandet (1907, sammen med billedhugger Anders Bundgaard)
- Gravmonument for Carl Hall, Herlufsholm (ca. 1910, sammen med Vilhelm Bissen)
- Monument for Christian IX og dronning Louise ved Femvejen, Charlottenlund (1913, sammen med Bundgaard)
- Eget gravmæle på Assistens Kirkegård (ca. 1917)
- Møbler

### Litterære arbejder
- Sjællands Stiftslandsbykirker, 1880 (sammen med J.B. Løffler)
- Beskrivelse og tegninger af Øster Marie Kirke, 1894.
- Johan Daniel Herholdt og hans Værker, 1898 (sammen med Hans J. Holm og H.B. Storck).